# Agnesis heks
Agnesis heks er en kurve som fremkommer ved en algebraisk ligning. Kurven er opkaldt efter Maria Gaetana Agnesi, en italiensk matematiker fra 1700-talet. At kurven kaldes "heks" kommer af en fejloversættelse.
Kurven fremkommer på følgende måde: Træk en linje L fra origo til et vilkårligt punkt A på cirklen med radius a og centrum (0, a). Lad N være skæringspunktet mellem linjen L og linjen y = 2a. Træk dernæst en lodret linje fra N, så den skærer en vandret linje gennem A. Skæringspunktet mellem den lodrette og den vandrette linje ligger på kurven Agnesis heks.
Kurven kan skrives som:
{\displaystyle y={\frac {8a^{3}}{x^{2}+4a^{2}}}\,.}
og kan også frembringes parametrisk som:
{\displaystyle (x(t),y(t))=(2a\tan t,2a\cos t\cos t)\,.}

## Historie
Kurven blev studeret af Pierre de Fermat i 1630, Guido Grandi i 1703, og af Maria Agnesi i 1748.
På italiensk hedder kurven la versiera di Agnesi som betyder "Agnesis kurve". Dette blev læst af professoren John Colson som "l'avversiera di Agnesi", hvor "avversiera" betyder "kvinde, som har sat sig op imod Gud", altså "heks", og fejloversættelsen er hængt ved.

### Fodnoter
1. ↑  Oprea, John (1997). Differential Geometry. Prentice Hall. s. 12.
2. ↑  Cubique d'Agnesi
3. ↑  Women in Mathematics By Lynn M. Osen (1975) p. 45
4. ↑  "Fermats enigma" af Simon Singh s. 100
5. ↑  The universal book of mathematics: from Abracadabra to Zeno's paradoxes
 By David J. Darling (2004) p. 8